# Хенрика Шантел
Хенрика Шантел (словен. Henrika Šantel; 17. август 1874 - 15. фебруар 1940) била је словенска и југословенска сликарка реализма.

## Биографија
Хенрика је рођена у граду Горица (североисточна Италија, тренутно на граници са Словенијом), који је тада био у саставу Аустроугарске. Њена мајка Августа Шантел је такође била сликарка и пружила јој је основно образовање код куће. И њена сестра Августа Шантел Млађа била је сликарка.
Године 1891, Хенрика се преселила у Минхен како би студирала на Женској уметничкој академији код Фридриха Фера и Лудвига Шмид-Ројтеа. После се вратила у Горицу и предавала уметност. Након Првог светског рата Горица је припала Италији, а Хенрика се са својом породицом преселила у Марибор, који је био у Југославији. Године 1929. преселила се у Љубљану, где је остала да живи све до своје смрти.